# Cripta Romana
La Cripta Romana és un túnel romà excavat en el tuf volcànic de l'acròpoli de Cumes.
El túnel travessa per sota l'acròpoli de Cumes en direcció est-oest, traçant una corba per sota del Temple d'Apol·lo, per poder comunicar la zona del fòrum de la ciutat amb el mar Tirrè. Va ser construïda per ordre de Marc Vipsani Agripa per millorar el port militar de Portus Iulius durant la guerra civil entre August i Marc Antoni. El projecte va ser dissenyat per Lucius Cocceius Auctus l'any 37aC, dins del projecte general de construcció de l'esmentat Portus Iulius juntament amb la comunicació del port de Cumes a través de la Gruta de Cocceio.
Quan el 12 aC la flota del Tirrè va ser traslladada de Portus Iulius al nou port de Misenum, aquest túnel va perdre la seva fi estratègica, per la qual cosa va ser abandonat, i, així, als segles iii i iv, va ser utilitzat com a cementiri Paleocristià.
Al segle vi, el general romà d'Orient Narses va redescobrir aquest túnel durant el seu setge a Cumes, però en excavar-lo de nou i obrir noves obertures per assaltar l'acròpoli de la ciutat, en va malmetre greument l'estructura i va provocar que bona part de l'obra s'enfonsés, condemnant aquesta obra d'enginyeria a l'oblit.
Entre 1925 i 1931 va ser excavada per l'arqueòleg Amadeo Maiuri, qui va aconseguir retornar-los a la llum.